# Volleyballclub Sm'Aesch Pfeffingen 2012-2013
Questa voce raccoglie le informazioni riguardanti il Volleyballclub Sm'Aesch Pfeffingen nella stagione 2012-2013.

## Organigramma societario
Area direttiva
- Presidente: Werner Schmid

Area tecnica
- Primo allenatore: Jana Šuriková

## Rosa
| N° | Nome                | Ruolo | Data di nascita   | Nazionalità sportiva |
| -- | ------------------- | ----- | ----------------- | -------------------- |
| 2  | Kerley Becker       | C     | 20 settembre 1986 | Brasile              |
| 4  | Lisa Gysin          | S     | 30 agosto 1995    | Svizzera             |
| 5  | Fabienne Geiger     | S     | 18 maggio 1994    | Svizzera             |
| 6  | Sandra Senn         | S     | 8 maggio 1985     | Svizzera             |
| 7  | Dominika Jarotta    | P     | 7 giugno 1991     | Svizzera             |
| 8  | Isabelle Ayer       | C     | 3 agosto 1988     | Svizzera             |
| 10 | Stephanie Bannwart  | P     | 11 gennaio 1991   | Svizzera             |
| 11 | Martina Franková    | S     | 23 dicembre 1982  | Rep. Ceca            |
| 12 | Nadine Alphonse     | C     | 22 luglio 1988    | Svizzera             |
| 13 | Dominique Haussener | L     | 11 gennaio 1994   | Svizzera             |
| 14 | Joana Winter        | S/O   | 2 gennaio 1993    | Svizzera             |
| 15 | Laura Tschopp       | S     | 2 aprile 1984     | Svizzera             |

## Risultati

### Lega Nazionale A

#### Regular season

##### Andata
| 1ª giornata - 22 settembre 2012 -, - | Sm'Aesch Pfeffingen | 0 - 3 | Volero Zurigo       | 20-25, 18-25, 23-25               |
| 2ª giornata - 23 settembre 2012 -, - | Franches-Montagnes  | 0 - 3 | Sm'Aesch Pfeffingen | 21-25, 20-25, 20-25               |
| 3ª giornata - 30 settembre 2012 -, - | Köniz               | 3 - 0 | Sm'Aesch Pfeffingen | 25-17, 25-17, 25-17               |
| 4ª giornata - 6 ottobre 2012 -, -    | Sm'Aesch Pfeffingen | 3 - 2 | Düdingen            | 21-25, 25-20, 25-18, 21-25, 15-8  |
| 6ª giornata - 14 ottobre 2012 -, -   | Sm'Aesch Pfeffingen | 3 - 0 | Toggenburg          | 25-22, 25-23, 25-20               |
| 7ª giornata - 20 ottobre 2012 -, -   | Sm'Aesch Pfeffingen | 3 - 0 | Cossonay            | 27-25, 25-22, 23-25, 25-14        |
| 8ª giornata - 24 ottobre 2012 -, -   | Kanti               | 2 - 3 | Sm'Aesch Pfeffingen | 26-28, 25-10, 19-25, 25-18, 16-18 |
| 9ª giornata - 28 ottobre 2012 -, -   | Sm'Aesch Pfeffingen | 1 - 3 | Neuchâtel           | 25-20, 23-25, 20-25, 16-25        |

##### Ritorno
| 10ª giornata - 3 novembre 2012 -, -  | Volero Zurigo       | 3 - 0 | Sm'Aesch Pfeffingen | 25-20, 25-16, 25-13        |
| 11ª giornata - 7 ottobre 2012 -, -   | Sm'Aesch Pfeffingen | 0 - 3 | Franches-Montagnes  | 21-25, 18-25, 23-25        |
| 12ª giornata - 11 novembre 2012 -, - | Sm'Aesch Pfeffingen | 3 - 1 | Köniz               | 25-13, 19-25, 25-23, 25-22 |
| 13ª giornata - 18 novembre 2012 -, - | Düdingen            | 0 - 3 | Sm'Aesch Pfeffingen | 16-25, 23-25, 21-25        |
| 15ª giornata - 2 dicembre 2012 -, -  | Toggenburg          | 0 - 3 | Sm'Aesch Pfeffingen | 12-25, 21-25, 18-25        |
| 16ª giornata - 9 dicembre 2012 -, -  | Cossonay            | 1 - 3 | Sm'Aesch Pfeffingen | 17-25, 14-25, 25-21, 14-25 |
| 17ª giornata - 15 dicembre 2012 -, - | Sm'Aesch Pfeffingen | 0 - 3 | Kanti               | 18-25, 21-25, 19-25        |
| 18ª giornata - 23 dicembre 2012 -, - | Neuchâtel           | 3 - 1 | Sm'Aesch Pfeffingen | 24-26, 25-20, 25-15, 25-21 |

#### Play-out
| Round 1 - 5 gennaio 2013 -, -   | Düdingen            | 3 - 2 | Sm'Aesch Pfeffingen | 20-25, 25-22, 25-19, 19-25, 15-12 |
| Round 2 - 12 gennaio 2013 -, -  | Sm'Aesch Pfeffingen | 3 - 0 | Cossonay            | 25-23, 25-20, 25-15               |
| Round 3 - 19 gennaio 2013 -, -  | Toggenburg          | 3 - 0 | Sm'Aesch Pfeffingen | 29-27, 25-18, 25-19               |
| Round 4 - 26 gennaio 2013 -, -  | Sm'Aesch Pfeffingen | 3 - 0 | Toggenburg          | 25-17, 25-12, 25-19               |
| Round 5 - 3 febbraio 2013 -, -  | Cossonay            | 2 - 3 | Sm'Aesch Pfeffingen | 25-23, 13-25, 15-25, 25-22, 12-15 |
| Round 6 - 9 febbraio 2013 -, -  | Sm'Aesch Pfeffingen | 0 - 3 | Düdingen            | 20-25, 23-25, 19-25               |
| Round 7 - 23 febbraio 2013 -, - | Cossonay            | 2 - 3 | Sm'Aesch Pfeffingen | 21-25, 25-23, 24-26, 25-19, 12-15 |
| Round 8 - 3 marzo 2013 -, -     | Sm'Aesch Pfeffingen | 0 - 3 | Düdingen            | 21-25, 24-26, 18-25               |
| Round 9 - 9 marzo 2013 -, -     | Sm'Aesch Pfeffingen | 3 - 0 | Toggenburg          | 29-27, 25-18, 25-17               |